# Баргеловский, Даниэль
Даниэль Баргеловский (пол. Daniel Bargiełowski; 18 ноября 1932 — 23 июля 2016) — польский театральный режиссёр, актёр, писатель и сценарист.

## Биография
Родился в Стараховице (Свентокшиское воеводство Польши). Актёрское образование получил в Государственной высшей театральной школе в Варшаве (теперь Театральная академия им. А. Зельверовича), которую окончил в 1957 году. Затем учился на режиссерском факультете во ВГИКе. Режиссёр театров в Варшаве, Кошалине, Гдыни, Лодзи, Калише, Щецине и театра Польского общественно-культурного центра в Лондоне. Режиссёр польского «театра телевидения» в 1967—1979 годах. Актёр театров в Варшаве.
Его брат — актёр Марек Баргеловский.